# Aksaray
Aksaray ('palau blanc') és una ciutat de Turquia a la regió d'Anatòlia Central, capital i districte de la província d'Aksaray.
La seva població és de 129.949 habitants i el districte de 236.560 habitants.

## Història
Garsaura fou una ciutat de Capadòcia, a l'estratègia de Garsàuria, a la vora del riu Halis. entre Argustana i Mocissus. El nom Arkhelaís li fou donat pel seu fundador, el rei Arquelau de Capadòcia.
En temps de Claudi fou colònia romana. Ja amb el nom de Colònia (Κολώνεια), fou ciutat romana i després romana d'Orient de certa importància, que va passar als seljúcides a la part final del segle xi. La fortalesa fou construïda per Kilidj Arslan II. Al segle xiv va passar a l'emirat de Karaman i d'aquest als otomans el 1470. Els habitants foren en part deportats a Istanbul, on van fundar un barri amb el nom de la ciutat.

## Cultura i patrimoni
Els monuments principals de la ciutat són l'Ulu Djami i la madrassa Zindjirli del segle xv, la madrassa Kadiroghlu (seljúcida però restaurada pel karamànida Ibrahim Beg) i diversos hammans. Altres llocs d'interès són:
- Hasan Dağı, volcà de 3.000 metres en direcció a Niğde
- Aşıklı Höyük un lloc d'enterrament a 25 km a l'est de la ciutat
- Acemhöyük, establiment de l'edat del bronze a 18 km al nord-oest
- Les ruïnes de la romana i romana d'Orient ciutat de Nora al llogaret proper d'Helvadere
- Ihlara, un congost a 40 km amb esglésies del segle ix amb frescos
- Cementiri d'Ervah, tombes del segle xiv de Somuncu Baba i Cemaleddin'i Aksaray
- Karamanoğlu Camii, mesquita
- Minaret Eğri, seljúcida del segle xiii
- Església alta, a una roca a 3 km de la ciutat
- Campament de caravanes (Sultanhan del 1229, a 40 km, el més gran de Turquia)